# Женці (фільм)
«Женці» — український радянський художній фільм режисера Володимира Денисенка, зфільмований у 1978 році на «Кіностудії імені Олександра Довженка».

## Сюжет
Комбайнер Василь Білань після весілля вирішив відразу поїхати на Поволжя на жнива. Там отримав пам'ятний подарунок — за працю. Хотів до дружини повернутись, але хлопці покликали на Алтай — там сніг випав і хліб гине.
Допоміг зібрати хліб і стало зрозуміло, що без нього все розтягнуть по особистих коморах…

## У ролях
- Анатолій Рудаков — Василь
- Наталія Андрейченко — Марія
- Наталія Наум — Ольга Платонівна
- Маргарита Криницина — Одарка
- Анатолій Хостікоєв — Гунько
- Олександр Мілютін — Боровиков
- Нурмухан Жантурин — Кельденов
- Костянтин Степанков — Фомичов
- Володимир Волков — Зотов
- Наталія Гебдовська — бабуся Лукерія
- Микола Олійник — Ковальов
- Антоніна Лефтій — Тетяна
- Іван Тарапата — Семен Іванович Сивокінь
- Галина Демчук — секретар парткому
- Павло Кормунін — Пєчников
- Валентин Черняк — комбайнер
- Сергій Глазков — тракторист
- Богдан Бенюк — епізодична роль
- Валентина Ковальська — епізодична роль
- Володимир Ставицький — епізодична роль
- Галина Нехаєвська — епізодична роль
- Леонід Жуковський — епізодична роль
- Тамара Плашенко — епізодична роль
- Альфред Шестопалов — епізодична роль
- Ментай Утепбергенов — епізодична роль
- Людмила Чиншева — епізодична роль
- Степан Донець — епізодична роль

## Нагороди
- Державна премія УРСР імені Тараса Шевченка Володимирові Денисенку за художній фільм «Женці». — 1979.
- Премія «За яскраве відображення на екрані проблем життя сучасного села». — XII ВКФ, Ашхабад, 1979.
- Головний приз V РКФ «Людина праці на екрані». — Ворошиловград, 1980.